# John Slessor

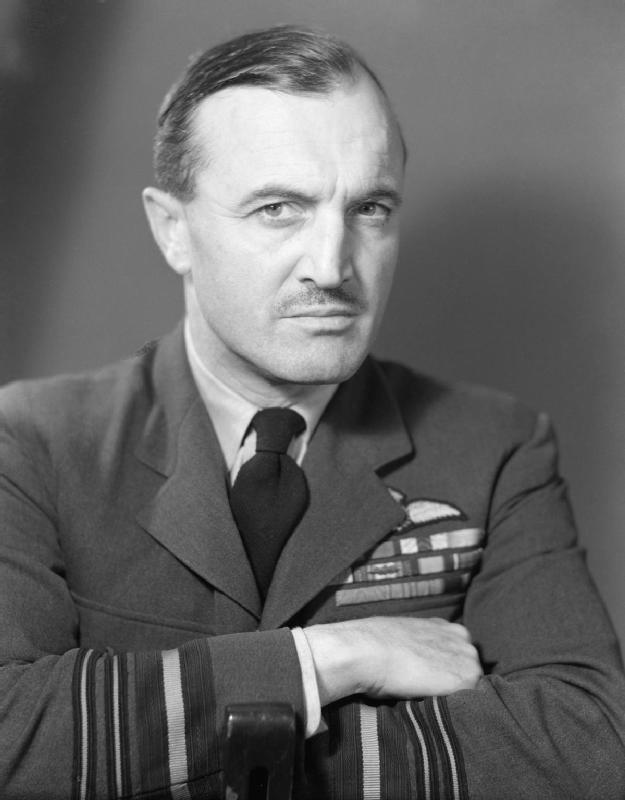
John Slessor (1943)

Sir John Cotesworth Slessor GCB, DSO, MC (* 3. Juni 1897 in Ranikhet, Britisch-Indien; † 12. Juli 1979 in Wroughton, Wiltshire) war ein britischer Luftwaffenoffizier, zuletzt Marshal of the Royal Air Force, und Chief of the Air Staff von 1950 bis 1952.

## Leben
Slessor wurde als Sohn eines in Britisch-Indien stationierten Offiziers der Sherwood Foresters geboren und nach dessen Rückkehr nach England 1903 an der Public School in Haileybury ausgebildet. Aufgrund einer Poliomyelitis-Infektion in seiner Kindheit litt er unter Lähmungserscheinungen in beiden Beinen, was dazu führte, dass er, als er sich 1914 zur Army melden wollte, abgelehnt wurde. Er konnte aber dank guter Familienbeziehungen 1915 als Offizier in das Royal Flying Corps eintreten. Im Ersten Weltkrieg diente er unter anderem mit der No. 17 Squadron auf dem Sinai und im Sudan, wofür er das Military Cross erhielt. Nach einer Verwundung und der Rückkehr nach England kam er im April 1917 an die Westfront, wo er bei der No. 5 Squadron, einer Beobachtungsstaffel, diente. Im Sommer 1918 wurde er zum temporären Major befördert und als Ausbilder an die Central Flying School versetzt.
Nach dem Waffenstillstand trat Slessor zeitweilig aus dem Dienst, erhielt aber nach vier Monaten eine Anstellung als Flight Lieutenant in der Royal Air Force und diente eine Zeitlang mit der No. 20 Squadron an der Nordwestgrenze Britisch-Indiens. 1923 kehrte er ins Mutterland zurück, um einen Posten im Air Ministry zu übernehmen. Er besuchte das RAF Staff College und wurde, nachdem er drei Jahre die No. 4 Squadron in Farnborough befehligt hatte, 1928 ins Directorate of Operations and Intelligence berufen. Von 1931 bis 1932 besuchte er das Staff College Camberley, an dem er anschließend bis 1934 lehrte. Von 1935 bis 1937 diente er erneut in Indien, wo er 1936 sein wohl wichtigstes Werk Air Power and Armies veröffentlichte. Es folgten die Beförderung zum Group Captain und Posten als Deputy Director sowie Director of Plans. Ab Januar 1939 bekleidete er zusätzlich den Posten des Air ADC von König Georg VI.
Am ersten Tag des Zweiten Weltkriegs zum Air Commodore befördert, war Slessor als Director of Plans für die Planungen zu der nicht realisierten Operation Pike, der Bombardierung der sowjetischen Ölfelder im Kaukasus aufgrund des Hitler-Stalin-Paktes, zuständig. Im Frühjahr 1941 nahm er an den ABC-1-Gesprächen mit US-amerikanischen Militärs teil. Im Mai 1941 übernahm er als temporärer Air Vice Marshal den Befehl über die No. 5 Bomber Group. Im April 1942 wurde er zum Assistant Chief of the Air Staff ernannt und nahm als solcher an der Casablanca-Konferenz im Januar 1943 teil, auf der die Combined Bomber Offensive gegen das Deutsche Reich beschlossen wurde. Im Februar 1943, auf dem Höhepunkt der Atlantikschlacht, wurde Slessor zum Oberbefehlshaber des Coastal Command ernannt. Im Juni 1943 wurde er als Knight Commander des Order of the Bath (KCB) geadelt. Im Januar 1944 wurde er in den Mittelmeerraum versetzt, wo er Stellvertreter Ira C. Eakers als Oberbefehlshaber der Mediterranean Allied Air Forces und zugleich Commander-in-Chief der britischen Luftwaffeneinheiten in diesem Raum wurde. Im April 1945 wurde er zum Air Member for Personnel ernannt. Sein bis dahin temporärer Rang als Air Marshal wurde im Juni 1945 bestätigt.
Zu Beginn des Jahres 1948 wurde Slessor als Nachfolger William Slims für zwei Jahre Kommandant des Imperial Defence College. Im Juni 1948 wurde er zum Knight Grand Cross des Order of the Bath (GCB) erhoben. Anschließend übernahm er den Posten des Chief of the Air Staff und wurde als solcher im Juni 1950 zum Marshal of the Royal Air Force befördert. Seine dreijährige Amtszeit war geprägt vom Koreakrieg und dem Beginn der britischen Atombomberflotte, der von ihm so genannten V-Force. Im Ruhestand veröffentlichte er die Autobiographie The Central Blue (1956) und das Werk über Nukleardoktrin The Great Deterrent (1957). Von 1962 bis 1966 diente er als High Sheriff of Somerset und ab 1969 als Deputy Lieutenant von Somerset. Er starb 82-jährig im Princess Alexandra Hospital auf RAF Wroughton.
Nach Slessor ist der Slessor-Gletscher in der Antarktis benannt.